# Gary Motor Corporation
Gary Motor Corporation, vorher Gary Motor Truck Company, war ein Hersteller von Nutzfahrzeugen aus den USA.

## Unternehmensgeschichte
Das Unternehmen wurde 1916 in Gary in Indiana gegründet. Im gleichen Jahr begann die Produktion von Lastkraftwagen. Der Markenname lautete Gary. 1922 kam es zur Umfirmierung. 1927 endete die Produktion.

## Fahrzeuge
Die ersten Modelle hatten Ottomotoren von der Continental Motors Company. Es gab sie in vier Größen von 0,75 bis 2 Tonnen Nutzlast. Davon stand 1922 nur noch der Eintonner im Sortiment.
Ab 1922 kamen die Motoren von Buda. Die Nutzlast der Fahrzeuge lag zwischen 1 Tonne und 5 Tonnen.